# Ascaron
Ascaron Entertainment fue una empresa de desarrollo de videojuegos. Nació en 1991 en Gütersloh, ciudad de Renania del Norte-Westfalia en Alemania, con el nombre de Ascon, el cual sería cambiado por el actual en octubre de 1996, la empresa quebró y cerró sus puertas en 2009.
Fue una de las empresas pioneras en su área, así como también era una de las más importantes en Alemania. Además de haber estado en Gütersloh, tenía un estudio de desarrollo en Aquisgrán y un departamento internacional en Birmingham (Reino Unido).
Ascaron tenía sus productos en más de 30 países y estaban traducidos a 15 idiomas. Tradicionalmente había tenido un foco particular en juegos de estrategia y comercio. Entre sus primeros éxitos están las series Patrician (simulador de comercio marítimo) y Anstoss (simulador de administración de equipos del fútbol). Más recientemente, la empresa desarrolló juegos tales como Port Royale (juego del pirata y comercio) y Sacred (juego de rol).

## Títulos
- The Patrician (junio de 1992, edición CD-ROM en febrero de 1993)
- Anstoss (noviembre de 1993, edición CD-ROM en junio de 1994; juego para Amiga)
- Anstoss World Cup Edition (junio de 1994; juego para Amiga)
- Hansa: La Expedición (julio de 1994; juego para Amiga)
- Pole Position (enero de 1996)
- Elisabeth I (junio de 1996)
- Hexagon-Kartell (noviembre de 1996)
- Vermeer: Die Kunst zu Erben (marzo de 1997, versión para Windows)
- Anstoss 2 (agosto de 1997)
- Anstoss 2 Verlängerung (febrero de 1998; expansión para Anstoss 2)
- Grand Prix 500 cc (noviembre de 1998; juego para PlayStation)
- Anstoss 3 (febrero de 2000)
- Patrician II: Quest of Power (noviembre de 2000)
- Anstoss Action (mayo de 2001)
- Ballerburg (noviembre de 2001; juego para PlayStation)
- Port Royale: Oro, Poder y Piratas (junio de 2002)
- Anstoss 4 (noviembre de 2002)
- Patrician III: Imperio de los Mares (octubre de 2003)
- Tortuga: Piratas del Nuevo Mundo (octubre de 2003)
- Sacred (febrero de 2004)
- Port Royale II: Imperio y Piratas (junio de 2004)
- Vermeer 2 (septiembre de 2004)
- Anstoss 2005 (octubre de 2004)
- Sacred Underworld (marzo de 2005, expansión para Sacred)
- Darkstar One (mayo de 2006)
- Anstoss 2007 (agosto de 2006)
- Tortuga: The Two Treasures (marzo de 2007)
- Sacred 2 Fallen Angel (octubre de 2008 para PC; noviembre para videoconsola)